# São Martinho da Serra
São Martinho da Serra é um pequeno município brasileiro no estado do Rio Grande do Sul.